# Alexandre Lippmann
Pour les articles homonymes, voir Lippmann.
Alexandre Auguste Lippmann, né le 11 juin 1881 à Paris 17e et mort le 23 février 1960 à Paris (8e arrondissement), est un escrimeur  médaillé des jeux olympiques et artiste peintre français.

## Biographie
Il était l'arrière-arrière-petit-fils du général Thomas Alexandre Dumas, l'arrière-petit-fils d'Alexandre Dumas, le petit-fils d'Alexandre Dumas fils, le fils de Colette Dumas et de Maurice Lippmann (directeur des manufactures de Saint-Étienne) et le neveu de Madame Arman de Caillavet.

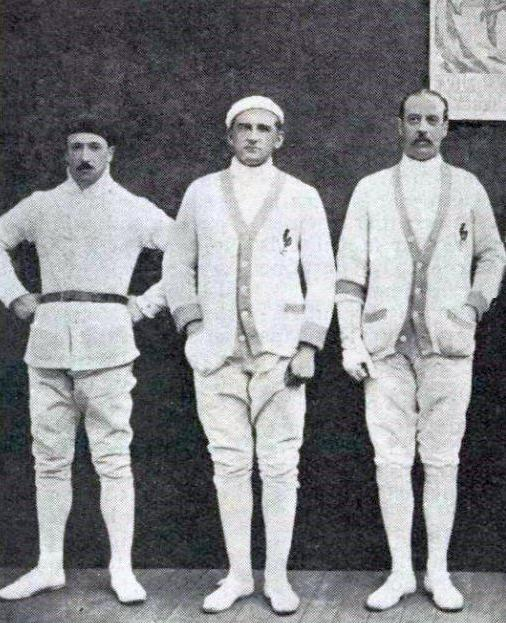
Les Français Lippmann (à gauche), Buchard (au centre) et Massard (à droite), médaillés de bronze à l'épée en 1920.

Il est artiste peintre. Il a pour professeurs Jules Lefebvre et Tony Robert-Fleury. Il expose lors du Salon des artistes français de 1906.

## Jeux olympiques
- Jeux olympiques d'été de 1908 à Londres  Royaume-Uni
  -  Médaille d'or en épée par équipes.
  -  Médaille d'argent en épée individuelle.
- Jeux olympiques d'été de 1920 à Anvers  Belgique
  -  Médaille d'argent en épée individuelle.
  -  Médaille de bronze en épée par équipes.
- Jeux olympiques d'été de 1924 à Paris  France
  -  Médaille d'or en épée par équipes.

## Grande semaine des armes de combat
- Vainqueur au début juillet 1908 avec l'équipe de France olympique du tournoi à l'épée de la "Grande semaine de l'escrime" (Paris, quelques jours avant les JO)[4].
- Vainqueur en 1910 avec l'équipe de France par équipes, contre la Belgique en finale (associé à Armand Massard, Lucien Gaudin, Gravier, Alibert et Poupar).
- 2e à l'épée individuelle en juin 1909.

## Ses œuvres
- Vue de la baie Sainte-Anne[3].
- Trégastel[3].

## Postérité
En avril 2019, la ville de Paris inaugure un nouveau gymnase dans le Quartier des Batignolles dans le 17e arrondissement, portant son nom, le Gymnase Alexandre Lippmann baptisé en son honneur.